# Ansonia longidigita
Ansonia longidigita é uma espécie de anfíbio do gênero Ansonia, endêmica da Península da Malásia.